# Беляев, Айдар Раисович
Айдар Раисович Беляев (род. 11 декабря 1965, Казань, РСФСР, СССР) — российский автогонщик, Заслуженный мастер спорта России, Заслуженный мастер спорта Республики Татарстан, Лауреат Государственной премии Российской Федерации (2001), лауреат Национальной премии России «Серебряный лучник», почётный гражданин города Набережные Челны.

## Биография
Родился 11 декабря 1965 года в Казани. В 1989 году окончил Казанский авиационный институт.
В 1991 году Айдар Беляев начал работать на «КАМАЗе» в должности инженера-конструктора Департамента специализированной техники Научно-технического центра. Практически с самого начала трудовой деятельности он стал заниматься подготовкой камских грузовиков к международным соревнованиям. А потом возглавил команду по шоссейно-кольцевым гонкам на магистральных тягачах, принимавшую участие в Чемпионате Европы. После 1994 года спортивная жизнь на КАМАЗе полностью переключилась на подготовку и участие в международных ралли-марафонах. Беляев начинает активно работать и в этом направлении. Вместе с коллегами он занимается разработкой и созданием спортивных машин. В международном ралли-марафоне «Мастер-Ралли-95» по маршруту «Париж-Москва-Улан-Батор-Пекин» он уже выступает как руководитель группы технического обслуживания.
С 1996 года выступает в качестве штурмана боевого экипажа и неустанно демонстрирует свое высокое мастерство в навигации.
В 2002 году, также при непосредственном участии Айдара Беляева была создана новейшая модель спортивного автомобиля КамАЗ-4911 EXTREME. На нём команда «КАМАЗ-мастер» выиграла все последующие этапы в розыгрыше Кубка мира по внедорожным ралли и дакаровские гонки. Сам Айдар Беляев, как штурман боевого экипажа, стал бронзовым призёром трансконтинентального супермарафона «Телефоника-Дакар 2003», серебряным призёром этой высшей категории сложности гонки в 2004 году, а также многократным призёром и победителем этапов розыгрыша Кубка мира и российского чемпионата по авторалли.

## Спортивные достижения и награды

### Государственные и ведомственные награды и звания
- Медаль ордена «За заслуги перед Отечеством» II степени (19 октября 1996 года) — за большой вклад в развитие автомобилестроения, укрепление дружбы и сотрудничества между народами и достижение высоких спортивных результатов в марафоне «Мастер-ралли 95» по маршруту Париж — Москва — Пекин[2].
- Заслуженный камазовец (1997).
- Почётная грамота Мэра Казани (1999).
- Почётный знак «За заслуги в развитии физической культуры и спорта Республики Татарстан» (2000).
- Орден Дружбы (23 июля 2001 года) — за заслуги в развитии физической культуры и спорта, большой вклад в укрепление дружбы и сотрудничества между народами[3].
- Государственная премия Российской Федерации 2000 года в области дизайна (6 июня 2001 года) — за разработку и реализацию дизайн-системы «КАМАЗ-мастер»[4].
- Благодарственное письмо ОАО «КАМАЗ» (2002).
- Орден Почёта (15 марта 2005 года) — за большой вклад в развитие отечественного автомобилестроения и достижение высоких спортивных результатов[5].
- Медаль «В память 1000-летия Казани» (2005).
- Почётный гражданин города Набережные Челны (2006).
- Медаль «За доблестный труд» (2006).
- Нагрудный знак МО (2006).
- Благодарственное письмо Кабинета министров Республики Татарстан (2007).
- Заслуженный машиностроитель Республики Татарстан (2009).
- Медаль ордена «За заслуги перед Отечеством» I степени (7 июня 2010 года) — за высокие спортивные достижения в соревновании по ралли-рейдам «Дакар Аргентина-Чили»[6].
- Знак отличия «За заслуги перед городом Набережные Челны» (2010).
- Заслуженный работник транспорта Республики Татарстан (2011).
- Почётный знак «За заслуги в развитии физической культуры и спорта» (2012).
- Благодарность Президента Республики Татарстан (2013).
- Медаль «Ветеран команды» (2014).
- Орден «За заслуги перед Республикой Татарстан» (2015).
- Медаль ордена «За заслуги перед Республикой Татарстан» (2017).
- Орден «За заслуги перед Отечеством» IV степени (17 июля 2019 года) — за большой вклад в победу команды «КАМАЗ-мастер» в международном ралли-марафоне «Дакар-2018»[7].

### Спортивные достижения
- 1996 г., «Мастер-Ралли», штурман в экипаже Ф. Кабирова, 2 место
- 1997 г., «Оптик 2000», штурман в экипаже Ф. Кабирова , 1 место
- 1997 г., «Мастер-Ралли», штурман в экипаже Ф. Кабирова, 1 место
- 1997 г., «Байконур — Москва», штурман в экипаже Ф. Кабирова, 2 место
- 1997 г., «Кубок мира», штурман в экипаже Ф. Кабирова, 1 место
- 2000 г., «Париж — Дакар — Каир», штурман в экипаже Ф. Кабирова, 3 место
- 2000 г., «Баха Италия», штурман в экипаже Ф. Кабирова, 2 место
- 2000 г., «Мастер-Ралли», штурман в экипаже В. Чагина, 1 место
- 2000 г., «Дезерт Челендж», штурман в экипаже Ф. Кабирова, 1 место
- 2000 г., «Баха Жемчужина», штурман в экипаже В. Чагина, 1 место
- 2000 г., «Дебри», штурман в экипаже В.Чагина, 1 место
- 2000 г., «Калмыкия», штурман в экипаже В.Чагина, 1 место
- 2000 г., «Чемпионат России», штурман в экипаже В. Чагина, 1 место
- 2001 г., «Оптик 2000», штурман в экипаже В. Чагина, 1 место
- 2002 г., «Мастер-Ралли», штурман в экипаже И. Мардеева , 1 место
- 2002 г., «Оптик 2000», штурман в экипаже И. Мардеева, 1 место
- 2003 г., «Хазарские степи», штурман в экипаже Ф. Кабирова, 1 место
- 2003 г., «Телефоника — Дакар», штурман в экипаже Ф. Кабирова, 3 место
- 2003 г., «Ралли Востока — Каппадокия», штурман в экипаже И. Мардеева, 2 место
- 2003 г., «Дезерт Челлендж», штурман в экипаже Р. Минниханова, 1 место
- 2003 г., Чемпионат России, штурман в экипаже Ф.Кабирова, 1 место
- 2004 г., «Телефоника — Дакар», штурман в экипаже Ф. Кабирова, 2 место
- 2004 г., «Оптик 2000», штурман в экипаже И. Мардеева, 1 место
- 2004 г., «Хазарские степи», штурман в экипаже В. Чагина, 1 место
- 2004 г., «Дезерт Челендж», штурман в экипаже Р. Минниханова, 1 место
- 2005 г., «Телефоника — Дакар», штурман в экипаже Ф. Кабирова, 1 место
- 2005 г., «Дезерт Челлендж», штурман в экипаже С. Решетникова, 2 место
- 2006 г., «Лиссабон — Дакар», штурман в экипаже Ф. Кабирова, 3 место
- 2006 г., «Дезерт Челлендж», штурман в экипаже Р. Минниханова, 1 место
- 2006 г., «Великая Калмыкия», штурман в экипаже Э. Николаева, 2 место
- 2006 г., «Хазарские степи», штурман в экипаже В. Чагина, 1 место
- 2007 г., «Хазарские степи», штурман в экипаже А. Каргинова, 3 место
- 2007 г., «Дезерт Челлендж», штурман в экипаже Р. Минниханова, 1 место
- 2007 г., «Лиссабон — Дакар», штурман в экипаже И. Мардеева, 2 место
- 2008 г., «Маршрут-1000», штурман в экипаже Ф. Кабирова, 2 место
- 2009 г., «Дакар», штурман в экипаже Ф. Кабирова, 1 место
- 2010 г., «Дакар», штурман в экипаже Ф. Кабирова, 2 место
- 2010 г., «Шелковый путь» — серия «Дакар», штурман в экипаже Ф. Кабирова, 3 место
- 2011 г., «Дакар», штурман в экипаже Ф. Кабирова, 2 место
- 2011 г., «Симбирский тракт», штурман в экипаже А. Мардеева, 1 место
- 2011 г., «Шёлковый путь» — серия «Дакар», штурман в экипаже А. Мардеева, 5 место
- 2012 г., «Золото Кагана», штурман в экипаже А. Мардеева, 2 место
- 2012 г., «Симбирский тракт», штурман в экипаже А. Мардеева, 1 место
- 2012 г., «Шёлковый путь», штурман в экипаже А. Мардеева , 1 место
- 2012 г., «Золото Кагана», штурман в экипаже А.Мардеева, 5 место
- 2013 г., «Дакар», штурман в экипаже А.Мардеева, 2 место
- 2014 г., «Золото Кагана», штурман в экипаже А. Мардеева , 1 место
- 2015 г., «Дакар», штурман в экипаже А.Мардеева, 1 место
- 2015 г., «Золото Кагана», штурман в экипаже А. Каргинова , 5 место
- 2015 г., «Великая степь», штурман в экипаже А.Мардеева, 2 место
- 2016 г., «Дакар», штурман в экипаже А.Мардеева, 2 место
- 2016 г., «Шёлковый путь», штурман в экипаже А.Мардеева, 1 место
- 2017 г., «Шёлковый путь», штурман в экипаже А.Мардеева, 3 место
- 2018 г., «Дакар», штурман в экипаже А.Мардеева, 3 место
- 2018 г., «Шёлковый путь», штурман в экипаже А.Мардеева, 2 место